# Casa de Francisco Fernández López
La Casa de Francisco Fernández López es un edificio modernista del Ensanche Modernista de la ciudad española de Melilla. Está situado la plaza de Velázquez y forma parte del Conjunto Histórico Artístico de la Ciudad de Melilla, un Bien de Interés Cultural.

## Historia
Fue construido en 1924, según diseño del ingeniero militar Enrique Álvárez Martínez, del 3 de junio de ese año.

## Descripción
Está construido con paredes de mampostería de piedra local y ladrillo macizo y bovedillas de ladrillo tocho para los techos.
Consta de planta baja, dos plantas sobre esta y otra que ocupa solo parte de su superficie. Sus fachadas cuentan con vanos enmarcados y con molduras sobre sus dinteles, con balcones en las plantas y un mirador poligonal con columnitas sobre el chaflán —lo más destacable del edificio—, con balaustradas y arcos de medio punto, decorados con guirnaldas, rematándose con simples petos.